# Успенская церковь (Клин)
Успенская церковь — самый древний архитектурный памятник города Клин (Московская область). Находится по адресу: улица Папивина, 16а. Действующий православный храм.

## История
Точное время постройки неизвестно.
Деревянный Успенский храм появился в 1380 г. как собор женского Успенского монастыря, находившегося на восточной окраине Клина.  Существует предание, что  каменная церковь была заложена в 1572 году в память о жителях города, погибших от рук опричников.
В середине XVI века на этом месте располагался Успенский монастырь, а церковь была соборным храмом монастыря, который в 1761 году упразднили.
В начале 1960-х годов храм готовили к сносу. Московские архитекторы составили для этого нужный документ, по которому памятник якобы настолько был перестроен в XIX веке, что не представляет для истории никакого интереса. В 1963 году по просьбе Петра Дмитриевича Барановского памятником занялся архитектор Николай Николаевич Свешников. В 1963—1966 годах под его руководством, на основе научного исследования памятника, проведена реставрация, которая в основном заключалась в освобождении подлинных первоначальных элементов от поздней облицовки и укреплении конструктивных элементов. Все утраченные первоначальные части и детали восстановлены по сохранившимся хвостовым частям.

## Архитектура
Успенская церковь представляла собой небольшое одноглавое сооружение на четырёх столпах с угловыми арками. В первой половине XIX века к церкви были пристроены трапезная и колокольня. В это же время южный и северный фасады храма получили классические портики в западноевропейском стиле. Здание в целом выполнено в простом провинциальном стиле. Над куполом поставлена дополнительная шейка с маленькой главкой.